# Lista di asteroidi (635001-636000)
Di seguito una lista di asteroidi dal numero 635001  al 636000 con data di scoperta e scopritore.

## 635001–635100
| Nome              | Designazione provvisoria | Data di scoperta  | Scopritore                              |
| ----------------- | ------------------------ | ----------------- | --------------------------------------- |
| 635001            | 2012 UZ103               | 15 ottobre 2012   | Spacewatch                              |
| 635002            | 2012 UG104               | 3 dicembre 2005   | Osservatorio di Mauna Kea               |
| 635003            | 2012 UK104               | 24 gennaio 2003   | A. Boattini, O. R. Hainaut              |
| 635004            | 2012 UT105               | 18 dicembre 2007  | Spacewatch                              |
| 635005            | 2012 UN107               | 8 ottobre 2012    | Mount Lemmon Survey                     |
| 635006            | 2012 UU108               | 20 ottobre 2008   | Mount Lemmon Survey                     |
| 635007            | 2012 UG110               | 28 luglio 2003    | J. Broughton                            |
| 635008            | 2012 UG119               | 22 ottobre 2012   | Mount Lemmon Survey                     |
| 635009            | 2012 UA121               | 31 gennaio 2009   | Mount Lemmon Survey                     |
| 635010            | 2012 UB125               | 23 settembre 2008 | Spacewatch                              |
| 635011            | 2012 UY125               | 2 novembre 2007   | Mount Lemmon Survey                     |
| 635012            | 2012 UE135               | 25 maggio 2011    | M. Schwartz, P. R. Holvorcem            |
| 635013            | 2012 UC143               | 11 aprile 2003    | Spacewatch                              |
| 635014            | 2012 UE144               | 1 giugno 2003     | P. R. Holvorcem, M. Schwartz            |
| 635015            | 2012 UR145               | 1 marzo 2009      | CSS                                     |
| 635016            | 2012 UY146               | 12 novembre 2007  | Mount Lemmon Survey                     |
| 635017            | 2012 UJ148               | 8 ottobre 2012    | Pan-STARRS                              |
| 635018            | 2012 UU161               | 22 ottobre 2012   | Spacewatch                              |
| 635019            | 2012 UF163               | 22 ottobre 2012   | Spacewatch                              |
| 635020            | 2012 UU167               | 27 febbraio 2003  | AMOS                                    |
| 635021            | 2012 UP171               | 15 ottobre 2012   | Mount Lemmon Survey                     |
| 635022            | 2012 UF180               | 5 dicembre 2007   | Spacewatch                              |
| 635023            | 2012 UC185               | 22 ottobre 2012   | Pan-STARRS                              |
| 635024            | 2012 UQ223               | 22 ottobre 2012   | Pan-STARRS                              |
| 635025            | 2012 UZ226               | 17 ottobre 2012   | Pan-STARRS                              |
| 635026            | 2012 UT227               | 20 ottobre 2012   | Pan-STARRS                              |
| 635027            | 2012 UY229               | 4 novembre 2007   | Mount Lemmon Survey                     |
| 635028            | 2012 UN230               | 18 ottobre 2012   | Pan-STARRS                              |
| 635029            | 2012 UZ230               | 20 ottobre 2012   | Pan-STARRS                              |
| 635030            | 2012 UU244               | 5 luglio 2000     | Spacewatch                              |
| 635031            | 2012 VV2                 | 2 novembre 2012   | Pan-STARRS                              |
| 635032            | 2012 VM5                 | 25 febbraio 2007  | Mount Lemmon Survey                     |
| 635033            | 2012 VQ5                 | 17 settembre 2012 | Mount Lemmon Survey                     |
| 635034            | 2012 VF9                 | 3 aprile 2002     | Spacewatch                              |
| 635035            | 2012 VL9                 | 6 novembre 2008   | Mount Lemmon Survey                     |
| 635036            | 2012 VW9                 | 27 ottobre 2005   | Mount Lemmon Survey                     |
| 635037            | 2012 VD15                | 22 aprile 2002    | Spacewatch                              |
| 635038            | 2012 VH15                | 4 novembre 2012   | Pan-STARRS                              |
| 635039            | 2012 VP15                | 26 settembre 2006 | CSS                                     |
| 635040            | 2012 VT16                | 16 ottobre 2003   | Spacewatch                              |
| 635041            | 2012 VM19                | 20 settembre 2006 | CSS                                     |
| 635042            | 2012 VG25                | 20 gennaio 2009   | Spacewatch                              |
| 635043            | 2012 VK33                | 16 marzo 2004     | Spacewatch                              |
| 635044            | 2012 VA39                | 25 settembre 2006 | Mount Lemmon Survey                     |
| 635045            | 2012 VQ39                | 9 agosto 2002     | M. W. Buie, S. D. Kern                  |
| 635046            | 2012 VV41                | 4 novembre 2012   | Mount Lemmon Survey                     |
| 635047            | 2012 VN43                | 5 febbraio 2005   | W. Bickel                               |
| 635048            | 2012 VV43                | 7 novembre 2012   | Pan-STARRS                              |
| 635049            | 2012 VD49                | 20 ottobre 2012   | Spacewatch                              |
| 635050            | 2012 VA57                | 21 ottobre 2012   | Pan-STARRS                              |
| 635051            | 2012 VC57                | 21 ottobre 2012   | Pan-STARRS                              |
| 635052            | 2012 VM62                | 4 dicembre 2007   | Mount Lemmon Survey                     |
| 635053            | 2012 VQ62                | 11 ottobre 2001   | NEAT                                    |
| 635054            | 2012 VH70                | 20 settembre 2003 | LINEAR                                  |
| 635055            | 2012 VC79                | 28 settembre 2006 | CSS                                     |
| 635056            | 2012 VR96                | 4 maggio 2002     | Spacewatch                              |
| 635057 Bangailona | 2012 VW97                | 21 ottobre 2012   | K. Sárneczky,G. Hodosán                 |
| 635058            | 2012 VW99                | 10 ottobre 2012   | M. Schwartz, P. R. Holvorcem            |
| 635059            | 2012 VW116               | 8 giugno 2016     | Pan-STARRS                              |
| 635060            | 2012 VG124               | 31 gennaio 2017   | Pan-STARRS                              |
| 635061            | 2012 VL128               | 13 novembre 2012  | Spacewatch                              |
| 635062            | 2012 VD133               | 4 novembre 2012   | Pan-STARRS                              |
| 635063            | 2012 WC2                 | 17 novembre 2012  | Mount Lemmon Survey                     |
| 635064            | 2012 WL2                 | 25 aprile 2003    | Spacewatch                              |
| 635065            | 2012 WW4                 | 9 dicembre 2004   | Spacewatch                              |
| 635066            | 2012 WQ9                 | 23 ottobre 2006   | NEAT                                    |
| 635067            | 2012 WU15                | 17 settembre 2006 | Spacewatch                              |
| 635068            | 2012 WB23                | 29 settembre 2008 | Mount Lemmon Survey                     |
| 635069            | 2012 WC27                | 22 novembre 2012  | M. Schwartz, P. R. Holvorcem            |
| 635070            | 2012 WJ29                | 11 ottobre 2006   | NEAT                                    |
| 635071            | 2012 WK29                | 19 settembre 2011 | Mount Lemmon Survey                     |
| 635072            | 2012 WJ31                | 17 novembre 2012  | Mount Lemmon Survey                     |
| 635073            | 2012 WP33                | 26 novembre 2012  | Mount Lemmon Survey                     |
| 635074            | 2012 WR34                | 24 dicembre 2000  | Bohyunsan Optical Astronomy Observatory |
| 635075            | 2012 WL36                | 17 gennaio 2008   | Mount Lemmon Survey                     |
| 635076            | 2012 WU42                | 22 novembre 2012  | Spacewatch                              |
| 635077            | 2012 WD43                | 24 novembre 2012  | Spacewatch                              |
| 635078            | 2012 XL17                | 16 settembre 2003 | Spacewatch                              |
| 635079            | 2012 XM18                | 21 aprile 2009    | Spacewatch                              |
| 635080            | 2012 XF19                | 15 novembre 2003  | Spacewatch                              |
| 635081            | 2012 XK20                | 7 novembre 2007   | Spacewatch                              |
| 635082            | 2012 XV22                | 25 agosto 2011    | K. Sárneczky                            |
| 635083            | 2012 XC30                | 18 ottobre 2003   | SDSS Collaboration                      |
| 635084            | 2012 XR34                | 31 agosto 2011    | Pan-STARRS                              |
| 635085            | 2012 XH40                | 31 ottobre 2008   | Spacewatch                              |
| 635086            | 2012 XN42                | 18 dicembre 2007  | Mount Lemmon Survey                     |
| 635087            | 2012 XX42                | 29 settembre 2008 | Spacewatch                              |
| 635088            | 2012 XO44                | 3 dicembre 2012   | Mount Lemmon Survey                     |
| 635089            | 2012 XE48                | 4 dicembre 2007   | Mount Lemmon Survey                     |
| 635090            | 2012 XZ51                | 25 settembre 2006 | LONEOS                                  |
| 635091            | 2012 XE64                | 5 marzo 2002      | SDSS Collaboration                      |
| 635092            | 2012 XP71                | 30 dicembre 2007  | Mount Lemmon Survey                     |
| 635093            | 2012 XA80                | 6 dicembre 2012   | Mount Lemmon Survey                     |
| 635094            | 2012 XF93                | 15 novembre 2012  | C. Rinner                               |
| 635095            | 2012 XK95                | 2 febbraio 2005   | CSS                                     |
| 635096            | 2012 XH96                | 21 aprile 2009    | Mount Lemmon Survey                     |
| 635097            | 2012 XQ97                | 10 marzo 2005     | Mount Lemmon Survey                     |
| 635098            | 2012 XH101               | 5 dicembre 2012   | Mount Lemmon Survey                     |
| 635099            | 2012 XD107               | 18 novembre 2007  | Mount Lemmon Survey                     |
| 635100            | 2012 XM110               | 12 novembre 2012  | Mount Lemmon Survey                     |

## 635101–635200
| Nome   | Designazione provvisoria | Data di scoperta  | Scopritore                          |
| ------ | ------------------------ | ----------------- | ----------------------------------- |
| 635101 | 2012 XG111               | 15 settembre 2009 | CSS                                 |
| 635102 | 2012 XV111               | 31 ottobre 2005   | Osservatorio di Mauna Kea           |
| 635103 | 2012 XQ112               | 8 novembre 2007   | Mount Lemmon Survey                 |
| 635104 | 2012 XU113               | 26 giugno 2011    | Mount Lemmon Survey                 |
| 635105 | 2012 XL114               | 4 dicembre 2008   | Mount Lemmon Survey                 |
| 635106 | 2012 XO117               | 8 dicembre 2012   | M. Schwartz, P. R. Holvorcem        |
| 635107 | 2012 XW117               | 18 settembre 2011 | Osservatorio astronomico di Maiorca |
| 635108 | 2012 XD121               | 26 novembre 2008  | Osservatorio astronomico di Maiorca |
| 635109 | 2012 XB122               | 25 settembre 2006 | Mount Lemmon Survey                 |
| 635110 | 2012 XV133               | 8 luglio 2003     | NEAT                                |
| 635111 | 2012 XR137               | 20 settembre 2003 | NEAT                                |
| 635112 | 2012 XN138               | 9 dicembre 2001   | Spacewatch                          |
| 635113 | 2012 XU138               | 21 aprile 2004    | Spacewatch                          |
| 635114 | 2012 XC143               | 21 ottobre 2006   | Mount Lemmon Survey                 |
| 635115 | 2012 XK144               | 9 aprile 2010     | Mount Lemmon Survey                 |
| 635116 | 2012 XA146               | 4 dicembre 2007   | Mount Lemmon Survey                 |
| 635117 | 2012 XS150               | 4 dicembre 2007   | Mount Lemmon Survey                 |
| 635118 | 2012 XM153               | 28 settembre 2006 | Spacewatch                          |
| 635119 | 2012 XM154               | 16 gennaio 2005   | CSS                                 |
| 635120 | 2012 XP156               | 18 gennaio 2005   | CSS                                 |
| 635121 | 2012 XM158               | 26 febbraio 2009  | T. V. Kryachko, B. Satovskij        |
| 635122 | 2012 XK159               | 4 dicembre 2012   | Mount Lemmon Survey                 |
| 635123 | 2012 XO169               | 31 marzo 2003     | SDSS Collaboration                  |
| 635124 | 2012 XA179               | 2 dicembre 2012   | Mount Lemmon Survey                 |
| 635125 | 2012 YU4                 | 30 gennaio 2003   | Spacewatch                          |
| 635126 | 2012 YO19                | 21 dicembre 2012  | Mount Lemmon Survey                 |
| 635127 | 2013 AA                  | 9 luglio 2003     | Spacewatch                          |
| 635128 | 2013 AK1                 | 8 gennaio 2005    | A. Boattini, A. Di Paola            |
| 635129 | 2013 AJ7                 | 3 gennaio 2013    | Mount Lemmon Survey                 |
| 635130 | 2013 AP7                 | 13 dicembre 2006  | CSS                                 |
| 635131 | 2013 AX14                | 2 marzo 2009      | Mount Lemmon Survey                 |
| 635132 | 2013 AF17                | 10 marzo 2005     | Mount Lemmon Survey                 |
| 635133 | 2013 AM17                | 24 settembre 2011 | Pan-STARRS                          |
| 635134 | 2013 AH21                | 26 settembre 2003 | SDSS Collaboration                  |
| 635135 | 2013 AV22                | 20 agosto 2000    | Spacewatch                          |
| 635136 | 2013 AT25                | 30 settembre 2005 | Osservatorio di Mauna Kea           |
| 635137 | 2013 AU28                | 18 gennaio 2005   | CSS                                 |
| 635138 | 2013 AR29                | 11 ottobre 1999   | Spacewatch                          |
| 635139 | 2013 AW30                | 13 gennaio 2008   | Spacewatch                          |
| 635140 | 2013 AY30                | 3 gennaio 2013    | Mount Lemmon Survey                 |
| 635141 | 2013 AB38                | 10 maggio 2005    | M. W. Buie, L. H. Wasserman         |
| 635142 | 2013 AM52                | 9 gennaio 2013    | CSS                                 |
| 635143 | 2013 AX53                | 13 febbraio 2002  | SDSS Collaboration                  |
| 635144 | 2013 AU56                | 5 ottobre 2002    | NEAT                                |
| 635145 | 2013 AT58                | 6 febbraio 2002   | NEAT                                |
| 635146 | 2013 AG61                | 3 ottobre 2006    | Mount Lemmon Survey                 |
| 635147 | 2013 AP65                | 9 giugno 2011     | Mount Lemmon Survey                 |
| 635148 | 2013 AP66                | 10 ottobre 2007   | Mount Lemmon Survey                 |
| 635149 | 2013 AW67                | 20 novembre 2003  | SDSS Collaboration                  |
| 635150 | 2013 AW69                | 26 marzo 2003     | Spacewatch                          |
| 635151 | 2013 AV75                | 12 gennaio 2013   | W. Bickel                           |
| 635152 | 2013 AH80                | 19 agosto 2001    | Cerro Tololo Obs.                   |
| 635153 | 2013 AE81                | 2 novembre 2011   | Mount Lemmon Survey                 |
| 635154 | 2013 AJ95                | 30 gennaio 2004   | Spacewatch                          |
| 635155 | 2013 AQ95                | 4 gennaio 2013    | Spacewatch                          |
| 635156 | 2013 AZ97                | 10 dicembre 2012  | S. Mottola                          |
| 635157 | 2013 AG98                | 23 agosto 2001    | Spacewatch                          |
| 635158 | 2013 AP98                | 11 marzo 2005     | CSS                                 |
| 635159 | 2013 AB99                | 10 dicembre 2006  | Spacewatch                          |
| 635160 | 2013 AO101               | 30 dicembre 2008  | Mount Lemmon Survey                 |
| 635161 | 2013 AJ104               | 3 novembre 2007   | Mount Lemmon Survey                 |
| 635162 | 2013 AV111               | 13 gennaio 2013   | ESA OGS                             |
| 635163 | 2013 AP113               | 13 gennaio 2013   | Mount Lemmon Survey                 |
| 635164 | 2013 AJ114               | 25 settembre 2011 | Pan-STARRS                          |
| 635165 | 2013 AX116               | 5 gennaio 2013    | Spacewatch                          |
| 635166 | 2013 AK124               | 14 gennaio 2013   | ESA OGS                             |
| 635167 | 2013 AM127               | 3 ottobre 2002    | NEAT                                |
| 635168 | 2013 AM136               | 10 gennaio 2013   | Pan-STARRS                          |
| 635169 | 2013 AZ141               | 19 settembre 2003 | Spacewatch                          |
| 635170 | 2013 AA142               | 27 settembre 2003 | Spacewatch                          |
| 635171 | 2013 AA143               | 3 aprile 2005     | NEAT                                |
| 635172 | 2013 AL148               | 4 gennaio 2013    | Dark Energy Survey                  |
| 635173 | 2013 AN154               | 20 gennaio 2013   | Mount Lemmon Survey                 |
| 635174 | 2013 AQ156               | 4 gennaio 2013    | Dark Energy Survey                  |
| 635175 | 2013 AP161               | 20 gennaio 2013   | Mount Lemmon Survey                 |
| 635176 | 2013 AM166               | 18 settembre 2009 | Spacewatch                          |
| 635177 | 2013 AF167               | 20 gennaio 2013   | Mount Lemmon Survey                 |
| 635178 | 2013 AN187               | 10 gennaio 2013   | Pan-STARRS                          |
| 635179 | 2013 AS188               | 3 gennaio 2013    | Pan-STARRS                          |
| 635180 | 2013 AU194               | 5 gennaio 2013    | Mount Lemmon Survey                 |
| 635181 | 2013 AR196               | 5 gennaio 2013    | Mount Lemmon Survey                 |
| 635182 | 2013 AR202               | 10 gennaio 2013   | Pan-STARRS                          |
| 635183 | 2013 AZ202               | 10 gennaio 2013   | Pan-STARRS                          |
| 635184 | 2013 AR208               | 8 marzo 2005      | Mount Lemmon Survey                 |
| 635185 | 2013 BT                  | 30 maggio 2006    | Mount Lemmon Survey                 |
| 635186 | 2013 BE1                 | 23 dicembre 2012  | Pan-STARRS                          |
| 635187 | 2013 BP1                 | 16 dicembre 2011  | Pan-STARRS                          |
| 635188 | 2013 BH2                 | 16 gennaio 2013   | Pan-STARRS                          |
| 635189 | 2013 BP3                 | 20 settembre 2011 | Spacewatch                          |
| 635190 | 2013 BQ5                 | 16 gennaio 2013   | Mount Lemmon Survey                 |
| 635191 | 2013 BJ11                | 13 ottobre 2010   | Spacewatch                          |
| 635192 | 2013 BP14                | 30 settembre 1997 | AMOS                                |
| 635193 | 2013 BZ15                | 6 aprile 2002     | Cerro Tololo Obs.                   |
| 635194 | 2013 BT17                | 12 novembre 2012  | Mount Lemmon Survey                 |
| 635195 | 2013 BT27                | 16 settembre 2009 | Spacewatch                          |
| 635196 | 2013 BS28                | 17 novembre 2006  | Mount Lemmon Survey                 |
| 635197 | 2013 BR30                | 21 ottobre 2011   | Mount Lemmon Survey                 |
| 635198 | 2013 BA43                | 22 novembre 2006  | Spacewatch                          |
| 635199 | 2013 BX47                | 29 febbraio 2004  | Spacewatch                          |
| 635200 | 2013 BO53                | 16 ottobre 2007   | Mount Lemmon Survey                 |

## 635201–635300
| Nome   | Designazione provvisoria | Data di scoperta  | Scopritore                   |
| ------ | ------------------------ | ----------------- | ---------------------------- |
| 635201 | 2013 BR54                | 8 maggio 2005     | Spacewatch                   |
| 635202 | 2013 BP60                | 10 settembre 2010 | Spacewatch                   |
| 635203 | 2013 BH62                | 20 febbraio 2002  | Spacewatch                   |
| 635204 | 2013 BB69                | 20 gennaio 2013   | Spacewatch                   |
| 635205 | 2013 BD73                | 16 gennaio 2013   | Mount Lemmon Survey          |
| 635206 | 2013 BU74                | 27 gennaio 2007   | Spacewatch                   |
| 635207 | 2013 BA81                | 9 marzo 2005      | CSS                          |
| 635208 | 2013 BW83                | 17 gennaio 2013   | Pan-STARRS                   |
| 635209 | 2013 BW84                | 21 gennaio 2013   | Pan-STARRS                   |
| 635210 | 2013 BD85                | 17 gennaio 2009   | Spacewatch                   |
| 635211 | 2013 BN94                | 16 gennaio 2013   | Mount Lemmon Survey          |
| 635212 | 2013 BE99                | 20 gennaio 2013   | Spacewatch                   |
| 635213 | 2013 BQ102               | 19 gennaio 2013   | Spacewatch                   |
| 635214 | 2013 CR9                 | 2 febbraio 2013   | C. Rinner                    |
| 635215 | 2013 CU9                 | 17 agosto 2006    | NEAT                         |
| 635216 | 2013 CL10                | 22 gennaio 2004   | LINEAR                       |
| 635217 | 2013 CU13                | 1 marzo 2009      | Spacewatch                   |
| 635218 | 2013 CA15                | 17 febbraio 2009  | C. Rinner, F. Kugel          |
| 635219 | 2013 CU22                | 8 maggio 2005     | Mount Lemmon Survey          |
| 635220 | 2013 CF23                | 3 marzo 2005      | CSS                          |
| 635221 | 2013 CV28                | 7 settembre 2008  | Mount Lemmon Survey          |
| 635222 | 2013 CG29                | 25 gennaio 2009   | Spacewatch                   |
| 635223 | 2013 CO32                | 26 febbraio 2004  | M. W. Buie, D. E. Trilling   |
| 635224 | 2013 CC41                | 14 ottobre 2009   | Mount Lemmon Survey          |
| 635225 | 2013 CF41                | 8 marzo 2005      | Mount Lemmon Survey          |
| 635226 | 2013 CX41                | 3 febbraio 2013   | Pan-STARRS                   |
| 635227 | 2013 CV49                | 29 agosto 2005    | Spacewatch                   |
| 635228 | 2013 CC51                | 2 ottobre 2011    | K. Sárneczky, T. Szalai      |
| 635229 | 2013 CD52                | 26 febbraio 2004  | M. W. Buie, D. E. Trilling   |
| 635230 | 2013 CE54                | 1 ottobre 2011    | Mount Lemmon Survey          |
| 635231 | 2013 CO54                | 7 febbraio 2013   | M. Schwartz, P. R. Holvorcem |
| 635232 | 2013 CX63                | 8 febbraio 2013   | Pan-STARRS                   |
| 635233 | 2013 CZ63                | 5 aprile 2005     | NEAT                         |
| 635234 | 2013 CU68                | 8 febbraio 2013   | M. Schwartz, P. R. Holvorcem |
| 635235 | 2013 CR71                | 1 ottobre 2011    | Spacewatch                   |
| 635236 | 2013 CF72                | 2 febbraio 2013   | Mount Lemmon Survey          |
| 635237 | 2013 CN81                | 2 novembre 2011   | Spacewatch                   |
| 635238 | 2013 CY97                | 8 febbraio 2013   | Pan-STARRS                   |
| 635239 | 2013 CQ100               | 8 febbraio 2013   | Pan-STARRS                   |
| 635240 | 2013 CK104               | 20 gennaio 2013   | Spacewatch                   |
| 635241 | 2013 CV104               | 22 settembre 2003 | LONEOS                       |
| 635242 | 2013 CC111               | 28 settembre 2009 | Spacewatch                   |
| 635243 | 2013 CJ121               | 25 settembre 2011 | Pan-STARRS                   |
| 635244 | 2013 CE142               | 18 gennaio 2008   | R. Ferrando, M. Ferrando     |
| 635245 | 2013 CT142               | 14 febbraio 2013  | ESA OGS                      |
| 635246 | 2013 CP150               | 3 novembre 2007   | Spacewatch                   |
| 635247 | 2013 CQ163               | 5 febbraio 2013   | Spacewatch                   |
| 635248 | 2013 CU165               | 13 gennaio 2002   | NEAT                         |
| 635249 | 2013 CN171               | 10 gennaio 2008   | Spacewatch                   |
| 635250 | 2013 CS184               | 15 aprile 2009    | SSS                          |
| 635251 | 2013 CZ185               | 17 marzo 2004     | Spacewatch                   |
| 635252 | 2013 CO188               | 12 gennaio 2002   | NEAT                         |
| 635253 | 2013 CQ190               | 19 agosto 2006    | J. Lacruz                    |
| 635254 | 2013 CR198               | 2 dicembre 2011   | ESA OGS                      |
| 635255 | 2013 CF200               | 27 ottobre 2009   | Mount Lemmon Survey          |
| 635256 | 2013 CE201               | 11 settembre 2007 | Mount Lemmon Survey          |
| 635257 | 2013 CJ202               | 17 marzo 2004     | Spacewatch                   |
| 635258 | 2013 CO203               | 15 ottobre 2007   | Mount Lemmon Survey          |
| 635259 | 2013 CD205               | 5 febbraio 2000   | Kitt Peak Obs.               |
| 635260 | 2013 CA207               | 3 novembre 2011   | Mount Lemmon Survey          |
| 635261 | 2013 CR210               | 3 febbraio 2013   | Pan-STARRS                   |
| 635262 | 2013 CT213               | 14 ottobre 2007   | Mount Lemmon Survey          |
| 635263 | 2013 CZ216               | 1 novembre 2011   | Spacewatch                   |
| 635264 | 2013 CX218               | 9 febbraio 2013   | Pan-STARRS                   |
| 635265 | 2013 CY218               | 5 novembre 2007   | Mount Lemmon Survey          |
| 635266 | 2013 CD219               | 21 settembre 2009 | Spacewatch                   |
| 635267 | 2013 CP223               | 10 settembre 2007 | Spacewatch                   |
| 635268 | 2013 CG240               | 9 febbraio 2013   | Pan-STARRS                   |
| 635269 | 2013 CL240               | 6 febbraio 2013   | Spacewatch                   |
| 635270 | 2013 CB249               | 15 febbraio 2013  | Pan-STARRS                   |
| 635271 | 2013 CZ253               | 6 febbraio 2013   | Spacewatch                   |
| 635272 | 2013 DK                  | 5 febbraio 2013   | Spacewatch                   |
| 635273 | 2013 DV10                | 24 ottobre 2011   | Pan-STARRS                   |
| 635274 | 2013 DD12                | 10 gennaio 2007   | Spacewatch                   |
| 635275 | 2013 DY17                | 8 aprile 2014     | Pan-STARRS                   |
| 635276 | 2013 DQ20                | 16 febbraio 2013  | Mount Lemmon Survey          |
| 635277 | 2013 EH2                 | 8 febbraio 2007   | Mount Lemmon Survey          |
| 635278 | 2013 EH7                 | 17 febbraio 2013  | Spacewatch                   |
| 635279 | 2013 EA9                 | 8 febbraio 2000   | Spacewatch                   |
| 635280 | 2013 EA19                | 14 maggio 2009    | Spacewatch                   |
| 635281 | 2013 EV21                | 16 ottobre 2006   | Spacewatch                   |
| 635282 | 2013 EH22                | 19 settembre 2001 | Spacewatch                   |
| 635283 | 2013 EL33                | 26 ottobre 2011   | Pan-STARRS                   |
| 635284 | 2013 ET33                | 31 gennaio 2004   | Spacewatch                   |
| 635285 | 2013 ES37                | 26 aprile 2004    | Spacewatch                   |
| 635286 | 2013 ED64                | 8 marzo 2013      | Pan-STARRS                   |
| 635287 | 2013 EZ65                | 1 aprile 2005     | Spacewatch                   |
| 635288 | 2013 ES82                | 17 febbraio 2013  | Mount Lemmon Survey          |
| 635289 | 2013 EX84                | 1 aprile 2003     | SDSS Collaboration           |
| 635290 | 2013 EM85                | 8 marzo 2013      | Pan-STARRS                   |
| 635291 | 2013 EA86                | 18 ottobre 2011   | Pan-STARRS                   |
| 635292 | 2013 ER93                | 12 settembre 2010 | ESA OGS                      |
| 635293 | 2013 ET93                | 9 maggio 2000     | LINEAR                       |
| 635294 | 2013 EP99                | 15 maggio 2009    | Spacewatch                   |
| 635295 | 2013 EV101               | 11 marzo 2013     | Spacewatch                   |
| 635296 | 2013 EE108               | 11 agosto 2002    | M. W. Buie, S. D. Kern       |
| 635297 | 2013 EA113               | 13 marzo 2013     | Mount Lemmon Survey          |
| 635298 | 2013 EV115               | 12 marzo 2013     | Spacewatch                   |
| 635299 | 2013 EX115               | 12 marzo 2013     | Spacewatch                   |
| 635300 | 2013 EP116               | 10 agosto 2010    | Spacewatch                   |

## 635301–635400
| Nome                 | Designazione provvisoria | Data di scoperta  | Scopritore                  |
| -------------------- | ------------------------ | ----------------- | --------------------------- |
| 635301               | 2013 ES133               | 12 settembre 2001 | Spacewatch                  |
| 635302               | 2013 EM154               | 26 gennaio 2000   | Spacewatch                  |
| 635303               | 2013 EF159               | 5 marzo 2013      | Pan-STARRS                  |
| 635304               | 2013 EQ159               | 21 febbraio 2013  | Pan-STARRS                  |
| 635305               | 2013 EN175               | 14 marzo 2013     | Spacewatch                  |
| 635306               | 2013 EE182               | 7 marzo 2013      | Mount Lemmon Survey         |
| 635307               | 2013 FH1                 | 20 maggio 2004    | Spacewatch                  |
| 635308               | 2013 FN1                 | 31 marzo 2004     | Spacewatch                  |
| 635309               | 2013 FB9                 | 7 dicembre 2007   | Alianza S4 Obs.             |
| 635310               | 2013 FB12                | 13 marzo 2013     | PTF                         |
| 635311               | 2013 FH16                | 6 aprile 2000     | LONEOS                      |
| 635312               | 2013 FT17                | 11 settembre 2004 | Spacewatch                  |
| 635313               | 2013 FX34                | 18 marzo 2013     | Mount Lemmon Survey         |
| 635314               | 2013 GS14                | 12 marzo 2013     | Mount Lemmon Survey         |
| 635315               | 2013 GT16                | 23 aprile 2009    | Spacewatch                  |
| 635316               | 2013 GA19                | 30 settembre 2006 | Mount Lemmon Survey         |
| 635317               | 2013 GS20                | 27 luglio 2005    | SSS                         |
| 635318               | 2013 GM24                | 2 aprile 2013     | Spacewatch                  |
| 635319               | 2013 GL28                | 12 gennaio 1999   | J. Anderson, C. Veillet     |
| 635320               | 2013 GK31                | 12 gennaio 2002   | Spacewatch                  |
| 635321               | 2013 GJ40                | 11 marzo 2008     | Spacewatch                  |
| 635322               | 2013 GB42                | 17 marzo 2013     | Spacewatch                  |
| 635323               | 2013 GE42                | 8 ottobre 2010    | Spacewatch                  |
| 635324               | 2013 GB52                | 12 febbraio 2008  | Spacewatch                  |
| 635325               | 2013 GN58                | 31 gennaio 2006   | Spacewatch                  |
| 635326               | 2013 GB60                | 13 novembre 2006  | Spacewatch                  |
| 635327               | 2013 GS72                | 11 gennaio 2008   | Spacewatch                  |
| 635328               | 2013 GE73                | 12 ottobre 2005   | Spacewatch                  |
| 635329               | 2013 GH81                | 6 ottobre 2001    | C. Barbieri                 |
| 635330               | 2013 GA87                | 2 febbraio 2008   | Spacewatch                  |
| 635331               | 2013 GL88                | 8 aprile 2013     | M. Ory                      |
| 635332               | 2013 GY89                | 5 settembre 2007  | K. Sárneczky, L. Kiss       |
| 635333               | 2013 GU94                | 11 novembre 2004  | Spacewatch                  |
| 635334               | 2013 GR99                | 6 aprile 2013     | Pan-STARRS                  |
| 635335               | 2013 GJ102               | 25 ottobre 2011   | Pan-STARRS                  |
| 635336               | 2013 GB105               | 30 gennaio 2004   | Spacewatch                  |
| 635337               | 2013 GN105               | 28 luglio 2005    | NEAT                        |
| 635338 Pécsieszter   | 2013 GF106               | 15 gennaio 2002   | K. Sárneczky, Z. Heiner     |
| 635339               | 2013 GE110               | 2 aprile 2013     | CSS                         |
| 635340               | 2013 GC111               | 6 febbraio 2007   | Spacewatch                  |
| 635341               | 2013 GP116               | 18 ottobre 2003   | Spacewatch                  |
| 635342               | 2013 GK120               | 7 aprile 2013     | Mount Lemmon Survey         |
| 635343               | 2013 GO126               | 12 aprile 2013    | Pan-STARRS                  |
| 635344               | 2013 GA134               | 12 marzo 2013     | Spacewatch                  |
| 635345               | 2013 GB134               | 21 maggio 2004    | Spacewatch                  |
| 635346               | 2013 GC134               | 3 novembre 2005   | D. E. Trilling              |
| 635347               | 2013 GE151               | 10 aprile 2013    | Mount Lemmon Survey         |
| 635348               | 2013 GE158               | 14 aprile 2013    | Mount Lemmon Survey         |
| 635349               | 2013 GQ158               | 10 aprile 2013    | Pan-STARRS                  |
| 635350               | 2013 GV166               | 7 settembre 2004  | Spacewatch                  |
| 635351               | 2013 HR1                 | 27 agosto 2005    | NEAT                        |
| 635352               | 2013 HF6                 | 18 aprile 2013    | Mount Lemmon Survey         |
| 635353               | 2013 HO10                | 10 aprile 2002    | LINEAR                      |
| 635354               | 2013 HG12                | 28 maggio 2004    | Spacewatch                  |
| 635355               | 2013 HF13                | 16 luglio 2004    | SSS                         |
| 635356               | 2013 HA14                | 10 ottobre 2001   | NEAT                        |
| 635357               | 2013 HR20                | 3 maggio 2005     | CSS                         |
| 635358               | 2013 HY22                | 14 marzo 2004     | NEAT                        |
| 635359               | 2013 HO34                | 14 novembre 2006  | Mount Lemmon Survey         |
| 635360               | 2013 HJ36                | 23 agosto 2001    | Spacewatch                  |
| 635361               | 2013 HX46                | 1 ottobre 2010    | K. Černis                   |
| 635362               | 2013 HV52                | 16 aprile 2013    | Dark Energy Survey          |
| 635363               | 2013 HA77                | 5 settembre 2010  | Mount Lemmon Survey         |
| 635364               | 2013 HB94                | 25 agosto 2000    | R. Millis, L. H. Wasserman  |
| 635365               | 2013 HG110               | 12 novembre 2006  | Mount Lemmon Survey         |
| 635366               | 2013 HH110               | 9 aprile 2013     | Pan-STARRS                  |
| 635367               | 2013 HY122               | 2 settembre 2010  | Mount Lemmon Survey         |
| 635368               | 2013 HV142               | 11 dicembre 2004  | Spacewatch                  |
| 635369               | 2013 HR147               | 8 ottobre 2010    | Spacewatch                  |
| 635370               | 2013 JC2                 | 15 marzo 2004     | Spacewatch                  |
| 635371               | 2013 JZ4                 | 8 aprile 2013     | PTF                         |
| 635372               | 2013 JB7                 | 15 marzo 2005     | Mount Lemmon Survey         |
| 635373               | 2013 JG19                | 8 maggio 2013     | Pan-STARRS                  |
| 635374               | 2013 JV19                | 8 maggio 2013     | Pan-STARRS                  |
| 635375               | 2013 JG26                | 30 gennaio 2008   | Mount Lemmon Survey         |
| 635376               | 2013 JS26                | 16 aprile 2013    | Pan-STARRS                  |
| 635377               | 2013 JL29                | 30 novembre 2011  | Spacewatch                  |
| 635378               | 2013 JQ35                | 21 marzo 2004     | Spacewatch                  |
| 635379               | 2013 JD42                | 7 febbraio 2003   | NEAT                        |
| 635380               | 2013 JA45                | 16 luglio 2004    | Cerro Tololo Obs.           |
| 635381 Michaelcoates | 2013 JH47                | 11 aprile 2013    | N. Falla                    |
| 635382               | 2013 JF51                | 18 aprile 2002    | Spacewatch                  |
| 635383               | 2013 JM51                | 15 aprile 2013    | Pan-STARRS                  |
| 635384               | 2013 JX57                | 8 maggio 2013     | Pan-STARRS                  |
| 635385               | 2013 JC59                | 1 dicembre 2005   | L. H. Wasserman, R. Millis  |
| 635386               | 2013 JM61                | 9 marzo 2002      | Spacewatch                  |
| 635387               | 2013 JA62                | 1 ottobre 2005    | Mount Lemmon Survey         |
| 635388               | 2013 JO67                | 19 aprile 2013    | Pan-STARRS                  |
| 635389               | 2013 JL74                | 3 maggio 2013     | Pan-STARRS                  |
| 635390               | 2013 JT74                | 8 maggio 2013     | Pan-STARRS                  |
| 635391               | 2013 KC4                 | 8 maggio 2013     | Pan-STARRS                  |
| 635392               | 2013 KX4                 | 11 maggio 2013    | Mount Lemmon Survey         |
| 635393               | 2013 KE10                | 14 novembre 2010  | Mount Lemmon Survey         |
| 635394               | 2013 LG6                 | 8 settembre 2004  | Osservatorio di Saint-Véran |
| 635395               | 2013 LU18                | 16 luglio 2004    | Cerro Tololo Obs.           |
| 635396               | 2013 MY1                 | 19 agosto 2003    | CINEOS                      |
| 635397               | 2013 MQ7                 | 27 gennaio 2012   | Mount Lemmon Survey         |
| 635398               | 2013 MK21                | 18 giugno 2013    | Pan-STARRS                  |
| 635399               | 2013 NW5                 | 23 febbraio 2007  | Mount Lemmon Survey         |
| 635400               | 2013 NH7                 | 2 luglio 2013     | Pan-STARRS                  |

## 635401–635500
| Nome              | Designazione provvisoria | Data di scoperta  | Scopritore            |
| ----------------- | ------------------------ | ----------------- | --------------------- |
| 635401            | 2013 NK25                | 6 luglio 2013     | Pan-STARRS            |
| 635402            | 2013 NW48                | 1 luglio 2013     | Pan-STARRS            |
| 635403            | 2013 ND50                | 13 luglio 2013    | Pan-STARRS            |
| 635404            | 2013 ND52                | 13 luglio 2013    | Pan-STARRS            |
| 635405            | 2013 NC58                | 12 luglio 2013    | Pan-STARRS            |
| 635406            | 2013 NK59                | 25 novembre 2005  | Mount Lemmon Survey   |
| 635407            | 2013 NV59                | 15 luglio 2013    | Pan-STARRS            |
| 635408            | 2013 NL60                | 14 luglio 2013    | Pan-STARRS            |
| 635409            | 2013 NT65                | 1 luglio 2013     | Pan-STARRS            |
| 635410            | 2013 NK69                | 18 settembre 2009 | Spacewatch            |
| 635411            | 2013 NO77                | 13 luglio 2013    | Pan-STARRS            |
| 635412            | 2013 OT1                 | 15 agosto 2002    | NEAT                  |
| 635413            | 2013 OV6                 | 14 febbraio 2005  | CSS                   |
| 635414            | 2013 OX8                 | 10 gennaio 2007   | Mount Lemmon Survey   |
| 635415            | 2013 OZ11                | 30 maggio 2008    | Mount Lemmon Survey   |
| 635416            | 2013 OB12                | 16 settembre 2002 | NEAT                  |
| 635417            | 2013 OM17                | 16 luglio 2013    | Pan-STARRS            |
| 635418            | 2013 PL4                 | 2 agosto 2013     | PTF                   |
| 635419            | 2013 PL7                 | 18 settembre 2003 | NEAT                  |
| 635420            | 2013 PB12                | 5 agosto 2013     | PTF                   |
| 635421            | 2013 PW13                | 10 febbraio 2008  | Spacewatch            |
| 635422            | 2013 PF14                | 18 ottobre 2003   | NEAT                  |
| 635423            | 2013 PP21                | 30 settembre 2003 | Spacewatch            |
| 635424            | 2013 PT25                | 8 maggio 2005     | SSS                   |
| 635425            | 2013 PN30                | 5 ottobre 2004    | Spacewatch            |
| 635426            | 2013 PX32                | 26 febbraio 2012  | Mount Lemmon Survey   |
| 635427            | 2013 PJ35                | 9 agosto 2013     | Spacewatch            |
| 635428            | 2013 PG38                | 12 agosto 2013    | Pan-STARRS            |
| 635429            | 2013 PP46                | 19 settembre 2003 | Spacewatch            |
| 635430            | 2013 PC50                | 19 settembre 2003 | Spacewatch            |
| 635431            | 2013 PY56                | 28 ottobre 2005   | Spacewatch            |
| 635432            | 2013 PT65                | 20 maggio 2013    | Pan-STARRS            |
| 635433            | 2013 PD66                | 21 dicembre 2000  | T. B. Spahr           |
| 635434            | 2013 PA71                | 31 gennaio 2011   | Z. Kuli, K. Sárneczky |
| 635435            | 2013 PK73                | 2 agosto 2013     | PTF                   |
| 635436            | 2013 PN77                | 7 settembre 2008  | Mount Lemmon Survey   |
| 635437            | 2013 PK82                | 22 febbraio 1995  | Spacewatch            |
| 635438            | 2013 PL83                | 3 agosto 2013     | Pan-STARRS            |
| 635439            | 2013 PA84                | 3 febbraio 2012   | Mount Lemmon Survey   |
| 635440            | 2013 PM100               | 12 agosto 2013    | Pan-STARRS            |
| 635441            | 2013 PN100               | 4 agosto 2013     | Pan-STARRS            |
| 635442            | 2013 PD111               | 15 agosto 2013    | Pan-STARRS            |
| 635443            | 2013 PX121               | 8 febbraio 2011   | Mount Lemmon Survey   |
| 635444            | 2013 PA122               | 15 agosto 2013    | Pan-STARRS            |
| 635445            | 2013 PP126               | 12 agosto 2013    | Pan-STARRS            |
| 635446            | 2013 PD133               | 30 gennaio 2006   | Spacewatch            |
| 635447            | 2013 PQ138               | 4 agosto 2013     | Pan-STARRS            |
| 635448            | 2013 QW2                 | 12 aprile 2012    | Pan-STARRS            |
| 635449            | 2013 QM9                 | 18 settembre 2003 | Spacewatch            |
| 635450            | 2013 QZ9                 | 7 febbraio 2002   | NEAT                  |
| 635451            | 2013 QJ12                | 19 settembre 2003 | NEAT                  |
| 635452            | 2013 QQ14                | 9 aprile 2006     | Mount Lemmon Survey   |
| 635453            | 2013 QF15                | 12 agosto 2013    | Spacewatch            |
| 635454            | 2013 QQ22                | 16 marzo 2009     | Spacewatch            |
| 635455            | 2013 QJ23                | 23 marzo 2006     | Mount Lemmon Survey   |
| 635456            | 2013 QK23                | 9 agosto 2013     | Spacewatch            |
| 635457            | 2013 QE30                | 21 marzo 2012     | Mount Lemmon Survey   |
| 635458            | 2013 QG35                | 26 agosto 2003    | Cerro Tololo Obs.     |
| 635459            | 2013 QE42                | 28 agosto 2013    | Mount Lemmon Survey   |
| 635460            | 2013 QB44                | 22 agosto 2003    | NEAT                  |
| 635461            | 2013 QD46                | 18 ottobre 2003   | NEAT                  |
| 635462            | 2013 QC49                | 28 agosto 2013    | T. Lister             |
| 635463            | 2013 QE51                | 22 ottobre 2003   | Kitt Peak Obs.        |
| 635464            | 2013 QN53                | 26 aprile 2006    | Cerro Tololo Obs.     |
| 635465            | 2013 QZ57                | 22 aprile 2009    | Spacewatch            |
| 635466            | 2013 QS58                | 14 novembre 2007  | Mount Lemmon Survey   |
| 635467            | 2013 QB67                | 25 settembre 2008 | Spacewatch            |
| 635468            | 2013 QK69                | 22 marzo 2012     | Mount Lemmon Survey   |
| 635469            | 2013 QZ72                | 5 settembre 2000  | SDSS Collaboration    |
| 635470            | 2013 QU76                | 27 settembre 2003 | Spacewatch            |
| 635471            | 2013 QT82                | 9 marzo 2011      | Spacewatch            |
| 635472            | 2013 QS87                | 11 dicembre 2009  | Mount Lemmon Survey   |
| 635473            | 2013 QV87                | 24 agosto 2003    | Cerro Tololo Obs.     |
| 635474            | 2013 QT90                | 26 agosto 2003    | Cerro Tololo Obs.     |
| 635475            | 2013 QT94                | 19 aprile 2007    | Mount Lemmon Survey   |
| 635476            | 2013 QO103               | 28 agosto 2013    | Mount Lemmon Survey   |
| 635477            | 2013 RJ17                | 30 settembre 2010 | Spacewatch            |
| 635478 Fotonikalv | 2013 RH24                | 4 settembre 2013  | K. Černis, I. Eglītis |
| 635479            | 2013 RL25                | 18 settembre 2003 | Spacewatch            |
| 635480            | 2013 RZ25                | 19 settembre 2003 | LONEOS                |
| 635481            | 2013 RG27                | 4 settembre 2013  | A. Oreshko            |
| 635482            | 2013 RY33                | 14 febbraio 2005  | Spacewatch            |
| 635483            | 2013 RU34                | 25 agosto 2003    | Cerro Tololo Obs.     |
| 635484            | 2013 RG35                | 20 agosto 2006    | NEAT                  |
| 635485            | 2013 RE50                | 10 gennaio 2008   | Mount Lemmon Survey   |
| 635486            | 2013 RQ51                | 7 febbraio 2002   | Spacewatch            |
| 635487            | 2013 RG52                | 13 marzo 2005     | Mount Lemmon Survey   |
| 635488            | 2013 RS62                | 12 settembre 2013 | Mount Lemmon Survey   |
| 635489            | 2013 RH65                | 6 marzo 2011      | Mount Lemmon Survey   |
| 635490            | 2013 RB66                | 7 settembre 2008  | Mount Lemmon Survey   |
| 635491            | 2013 RD69                | 12 dicembre 2004  | Spacewatch            |
| 635492            | 2013 RR75                | 12 settembre 2013 | Spacewatch            |
| 635493            | 2013 RV76                | 6 ottobre 2004    | Spacewatch            |
| 635494            | 2013 RY92                | 14 marzo 2011     | Mount Lemmon Survey   |
| 635495            | 2013 RY96                | 23 agosto 2003    | NEAT                  |
| 635496            | 2013 RA98                | 1 dicembre 2014   | Pan-STARRS            |
| 635497            | 2013 RL100               | 17 marzo 2005     | Mount Lemmon Survey   |
| 635498            | 2013 RV101               | 7 novembre 2010   | Mount Lemmon Survey   |
| 635499            | 2013 RG110               | 13 settembre 2013 | Mount Lemmon Survey   |
| 635500            | 2013 RC124               | 13 settembre 2013 | Mount Lemmon Survey   |

## 635501–635600
| Nome   | Designazione provvisoria | Data di scoperta  | Scopritore                |
| ------ | ------------------------ | ----------------- | ------------------------- |
| 635501 | 2013 RT136               | 12 settembre 2013 | Mount Lemmon Survey       |
| 635502 | 2013 RV136               | 4 settembre 2013  | Mount Lemmon Survey       |
| 635503 | 2013 RL137               | 3 settembre 2013  | F. Hormuth                |
| 635504 | 2013 RK148               | 25 febbraio 2006  | Mount Lemmon Survey       |
| 635505 | 2013 RD176               | 9 febbraio 2010   | Mount Lemmon Survey       |
| 635506 | 2013 SP11                | 19 giugno 2006    | Mount Lemmon Survey       |
| 635507 | 2013 SY25                | 22 ottobre 2003   | SDSS Collaboration        |
| 635508 | 2013 SM27                | 21 ottobre 2003   | NEAT                      |
| 635509 | 2013 SQ29                | 12 maggio 2001    | G. Hug                    |
| 635510 | 2013 SA35                | 29 ottobre 2010   | Z. Kuli, K. Sárneczky     |
| 635511 | 2013 SM43                | 23 agosto 2003    | NEAT                      |
| 635512 | 2013 SS50                | 11 dicembre 2006  | Spacewatch                |
| 635513 | 2013 SG54                | 3 dicembre 2005   | Osservatorio di Mauna Kea |
| 635514 | 2013 SA64                | 14 settembre 2002 | NEAT                      |
| 635515 | 2013 SY72                | 25 settembre 2003 | AMOS                      |
| 635516 | 2013 SQ79                | 19 agosto 2006    | NEAT                      |
| 635517 | 2013 SA83                | 25 ottobre 2001   | SDSS Collaboration        |
| 635518 | 2013 SQ85                | 9 febbraio 2008   | Mount Lemmon Survey       |
| 635519 | 2013 SR93                | 17 ottobre 2010   | Mount Lemmon Survey       |
| 635520 | 2013 SA96                | 2 novembre 2010   | Mount Lemmon Survey       |
| 635521 | 2013 SV97                | 4 maggio 2009     | Mount Lemmon Survey       |
| 635522 | 2013 TX7                 | 14 settembre 2004 | R. A. Tucker              |
| 635523 | 2013 TF8                 | 3 ottobre 2013    | Pan-STARRS                |
| 635524 | 2013 TW9                 | 20 settembre 2003 | NEAT                      |
| 635525 | 2013 TS11                | 8 marzo 2005      | Mount Lemmon Survey       |
| 635526 | 2013 TA17                | 23 agosto 2003    | NEAT                      |
| 635527 | 2013 TV39                | 1 ottobre 2003    | Spacewatch                |
| 635528 | 2013 TH41                | 8 agosto 2002     | NEAT                      |
| 635529 | 2013 TA45                | 20 ottobre 2001   | Spacewatch                |
| 635530 | 2013 TJ57                | 9 novembre 2009   | Spacewatch                |
| 635531 | 2013 TQ61                | 3 settembre 2008  | Spacewatch                |
| 635532 | 2013 TW65                | 20 settembre 2003 | Spacewatch                |
| 635533 | 2013 TK68                | 18 settembre 2003 | NEAT                      |
| 635534 | 2013 TM76                | 12 giugno 2012    | Spacewatch                |
| 635535 | 2013 TY81                | 1 novembre 2010   | Mount Lemmon Survey       |
| 635536 | 2013 TA85                | 28 agosto 2003    | NEAT                      |
| 635537 | 2013 TB85                | 21 settembre 2003 | Spacewatch                |
| 635538 | 2013 TE86                | 1 ottobre 2013    | Mount Lemmon Survey       |
| 635539 | 2013 TL86                | 1 ottobre 2013    | Mount Lemmon Survey       |
| 635540 | 2013 TU93                | 2 ottobre 2003    | Spacewatch                |
| 635541 | 2013 TH97                | 3 aprile 2006     | Osservatorio di La Silla  |
| 635542 | 2013 TC105               | 23 ottobre 2003   | Spacewatch                |
| 635543 | 2013 TF108               | 18 ottobre 2003   | Spacewatch                |
| 635544 | 2013 TL109               | 15 febbraio 2005  | A. Boattini               |
| 635545 | 2013 TL111               | 16 agosto 2006    | NEAT                      |
| 635546 | 2013 TY114               | 10 marzo 2007     | Mount Lemmon Survey       |
| 635547 | 2013 TE117               | 4 ottobre 2013    | Mount Lemmon Survey       |
| 635548 | 2013 TU120               | 2 marzo 2006      | Mount Lemmon Survey       |
| 635549 | 2013 TP134               | 19 novembre 2003  | Spacewatch                |
| 635550 | 2013 TD149               | 11 ottobre 2010   | Spacewatch                |
| 635551 | 2013 TK163               | 3 ottobre 2013    | Pan-STARRS                |
| 635552 | 2013 TD164               | 6 settembre 2008  | Spacewatch                |
| 635553 | 2013 TS169               | 29 novembre 2013  | Mount Lemmon Survey       |
| 635554 | 2013 TQ195               | 3 ottobre 2013    | Mount Lemmon Survey       |
| 635555 | 2013 TP204               | 7 ottobre 2013    | Spacewatch                |
| 635556 | 2013 TW217               | 14 ottobre 2013   | Mount Lemmon Survey       |
| 635557 | 2013 TO218               | 12 ottobre 2013   | Mount Lemmon Survey       |
| 635558 | 2013 TN221               | 13 ottobre 2013   | Mount Lemmon Survey       |
| 635559 | 2013 TK223               | 9 ottobre 2013    | Mount Lemmon Survey       |
| 635560 | 2013 TH224               | 2 ottobre 2013    | Pan-STARRS                |
| 635561 | 2013 TD236               | 3 ottobre 2013    | Mount Lemmon Survey       |
| 635562 | 2013 UX1                 | 13 giugno 2002    | NEAT                      |
| 635563 | 2013 UT33                | 20 novembre 2001  | Spacewatch                |
| 635564 | 2013 UT36                | 25 ottobre 2013   | Pan-STARRS                |
| 635565 | 2013 UF45                | 24 ottobre 2013   | Mount Lemmon Survey       |
| 635566 | 2013 UB50                | 30 ottobre 2013   | Pan-STARRS                |
| 635567 | 2013 VZ57                | 9 novembre 2013   | Pan-STARRS                |
| 635568 | 2013 VF65                | 2 novembre 2013   | Mount Lemmon Survey       |
| 635569 | 2013 VV66                | 9 novembre 2013   | Mount Lemmon Survey       |
| 635570 | 2013 VR67                | 1 novembre 2013   | Mount Lemmon Survey       |
| 635571 | 2013 VW75                | 4 novembre 2013   | Mount Lemmon Survey       |
| 635572 | 2013 VF79                | 18 luglio 2012    | SSS                       |
| 635573 | 2013 VS80                | 6 novembre 2013   | Pan-STARRS                |
| 635574 | 2013 WA4                 | 25 agosto 2012    | Pan-STARRS                |
| 635575 | 2013 WM6                 | 5 dicembre 2010   | Mount Lemmon Survey       |
| 635576 | 2013 WP6                 | 17 gennaio 2004   | NEAT                      |
| 635577 | 2013 WT10                | 19 dicembre 2003  | W. G. Dillon              |
| 635578 | 2013 WJ12                | 28 agosto 2006    | Spacewatch                |
| 635579 | 2013 WT21                | 9 luglio 2004     | NEAT                      |
| 635580 | 2013 WT23                | 4 aprile 2003     | LONEOS                    |
| 635581 | 2013 WY31                | 20 marzo 2007     | Spacewatch                |
| 635582 | 2013 WX40                | 18 dicembre 2001  | NEAT                      |
| 635583 | 2013 WL47                | 6 febbraio 2011   | Mount Lemmon Survey       |
| 635584 | 2013 WR61                | 13 giugno 2004    | NEAT                      |
| 635585 | 2013 WL69                | 4 ottobre 2006    | Mount Lemmon Survey       |
| 635586 | 2013 WQ70                | 8 novembre 2013   | Mount Lemmon Survey       |
| 635587 | 2013 WP72                | 29 marzo 2012     | Mount Lemmon Survey       |
| 635588 | 2013 WU91                | 18 novembre 2006  | Spacewatch                |
| 635589 | 2013 WJ94                | 15 aprile 2007    | Spacewatch                |
| 635590 | 2013 WL99                | 26 agosto 2009    | CSS                       |
| 635591 | 2013 WM102               | 4 marzo 2008      | Spacewatch                |
| 635592 | 2013 WV105               | 11 novembre 2004  | Spacewatch                |
| 635593 | 2013 WX113               | 28 novembre 2013  | Mount Lemmon Survey       |
| 635594 | 2013 WE135               | 26 novembre 2013  | Pan-STARRS                |
| 635595 | 2013 WG135               | 28 novembre 2013  | Pan-STARRS                |
| 635596 | 2013 WJ135               | 27 novembre 2013  | Pan-STARRS                |
| 635597 | 2013 WX140               | 27 novembre 2013  | Pan-STARRS                |
| 635598 | 2013 XM                  | 29 febbraio 2004  | Spacewatch                |
| 635599 | 2013 XC15                | 26 novembre 2003  | Spacewatch                |
| 635600 | 2013 XU16                | 20 ottobre 2006   | Mount Lemmon Survey       |

## 635601–635700
| Nome   | Designazione provvisoria | Data di scoperta  | Scopritore                   |
| ------ | ------------------------ | ----------------- | ---------------------------- |
| 635601 | 2013 XR22                | 6 dicembre 2008   | Spacewatch                   |
| 635602 | 2013 XU25                | 21 maggio 2012    | Mount Lemmon Survey          |
| 635603 | 2013 XJ36                | 17 agosto 2009    | Spacewatch                   |
| 635604 | 2013 XU38                | 11 dicembre 2013  | Pan-STARRS                   |
| 635605 | 2013 XX38                | 7 dicembre 2013   | Pan-STARRS                   |
| 635606 | 2013 XK43                | 7 dicembre 2013   | Pan-STARRS                   |
| 635607 | 2013 YZ3                 | 23 dicembre 2013  | Mount Lemmon Survey          |
| 635608 | 2013 YW6                 | 1 aprile 2003     | M. W. Buie, A. B. Jordan     |
| 635609 | 2013 YH8                 | 24 dicembre 2006  | CSS                          |
| 635610 | 2013 YO10                | 3 dicembre 2002   | NEAT                         |
| 635611 | 2013 YX11                | 24 novembre 2002  | NEAT                         |
| 635612 | 2013 YK15                | 15 marzo 2004     | NEAT                         |
| 635613 | 2013 YA17                | 24 ottobre 2009   | Spacewatch                   |
| 635614 | 2013 YL30                | 25 gennaio 2003   | NEAT                         |
| 635615 | 2013 YY35                | 23 agosto 2003    | NEAT                         |
| 635616 | 2013 YL39                | 1 luglio 2005     | Spacewatch                   |
| 635617 | 2013 YZ43                | 21 dicembre 2006  | Spacewatch                   |
| 635618 | 2013 YQ45                | 20 marzo 2001     | AMOS                         |
| 635619 | 2013 YQ46                | 27 dicembre 2013  | Spacewatch                   |
| 635620 | 2013 YW49                | 27 maggio 2011    | M. Schwartz, P. R. Holvorcem |
| 635621 | 2013 YO50                | 24 dicembre 2013  | Mount Lemmon Survey          |
| 635622 | 2013 YZ56                | 8 maggio 2005     | Spacewatch                   |
| 635623 | 2013 YP57                | 15 novembre 2006  | CSS                          |
| 635624 | 2013 YK58                | 16 settembre 2001 | LINEAR                       |
| 635625 | 2013 YZ63                | 19 gennaio 1996   | Spacewatch                   |
| 635626 | 2013 YF66                | 29 dicembre 2013  | CSS                          |
| 635627 | 2013 YQ67                | 2 gennaio 2009    | Spacewatch                   |
| 635628 | 2013 YG68                | 9 febbraio 2003   | NEAT                         |
| 635629 | 2013 YK68                | 16 gennaio 2005   | Spacewatch                   |
| 635630 | 2013 YV77                | 11 gennaio 2003   | Spacewatch                   |
| 635631 | 2013 YQ79                | 1 ottobre 2005    | Mount Lemmon Survey          |
| 635632 | 2013 YJ80                | 27 dicembre 2006  | Mount Lemmon Survey          |
| 635633 | 2013 YS84                | 10 febbraio 2007  | Mount Lemmon Survey          |
| 635634 | 2013 YK93                | 3 settembre 2008  | Spacewatch                   |
| 635635 | 2013 YN96                | 29 gennaio 2003   | W. H. Ryan, E. V. Ryan       |
| 635636 | 2013 YP99                | 24 luglio 2003    | NEAT                         |
| 635637 | 2013 YK105               | 11 agosto 2007    | W. Bickel                    |
| 635638 | 2013 YL106               | 30 dicembre 2013  | Pan-STARRS                   |
| 635639 | 2013 YB111               | 27 gennaio 2003   | LINEAR                       |
| 635640 | 2013 YL115               | 11 settembre 2001 | Spacewatch                   |
| 635641 | 2013 YY116               | 22 agosto 2003    | NEAT                         |
| 635642 | 2013 YK118               | 7 dicembre 2013   | Spacewatch                   |
| 635643 | 2013 YT122               | 7 febbraio 2007   | Spacewatch                   |
| 635644 | 2013 YG123               | 30 dicembre 2013  | Spacewatch                   |
| 635645 | 2013 YS123               | 30 dicembre 2013  | Spacewatch                   |
| 635646 | 2013 YE129               | 4 dicembre 2013   | Pan-STARRS                   |
| 635647 | 2013 YL140               | 19 febbraio 2010  | Mount Lemmon Survey          |
| 635648 | 2013 YU146               | 31 dicembre 2013  | Mount Lemmon Survey          |
| 635649 | 2013 YQ152               | 31 dicembre 2013  | Pan-STARRS                   |
| 635650 | 2013 YO153               | 31 marzo 2003     | Spacewatch                   |
| 635651 | 2013 YY161               | 30 dicembre 2013  | Mount Lemmon Survey          |
| 635652 | 2013 YE171               | 31 dicembre 2013  | Spacewatch                   |
| 635653 | 2013 YT171               | 31 dicembre 2013  | Mount Lemmon Survey          |
| 635654 | 2013 YZ172               | 31 dicembre 2013  | Spacewatch                   |
| 635655 | 2014 AO1                 | 14 aprile 2011    | Mount Lemmon Survey          |
| 635656 | 2014 AR1                 | 22 febbraio 2003  | LONEOS                       |
| 635657 | 2014 AB5                 | 23 marzo 2003     | Spacewatch                   |
| 635658 | 2014 AC7                 | 19 settembre 1995 | Spacewatch                   |
| 635659 | 2014 AF8                 | 1 gennaio 2014    | Pan-STARRS                   |
| 635660 | 2014 AO10                | 25 agosto 1995    | Spacewatch                   |
| 635661 | 2014 AN11                | 29 novembre 2013  | Pan-STARRS                   |
| 635662 | 2014 AD23                | 31 luglio 2000    | M. W. Buie, S. D. Kern       |
| 635663 | 2014 AG26                | 31 agosto 2011    | Pan-STARRS                   |
| 635664 | 2014 AM27                | 4 gennaio 2014    | Pan-STARRS                   |
| 635665 | 2014 AQ29                | 1 gennaio 2014    | Spacewatch                   |
| 635666 | 2014 AM31                | 4 gennaio 2014    | Mount Lemmon Survey          |
| 635667 | 2014 AP33                | 11 dicembre 2013  | Pan-STARRS                   |
| 635668 | 2014 AN40                | 6 dicembre 2013   | Pan-STARRS                   |
| 635669 | 2014 AM44                | 19 settembre 2003 | Spacewatch                   |
| 635670 | 2014 AM45                | 19 gennaio 2005   | Spacewatch                   |
| 635671 | 2014 AA58                | 9 marzo 2011      | Mount Lemmon Survey          |
| 635672 | 2014 AC58                | 29 gennaio 2009   | Mount Lemmon Survey          |
| 635673 | 2014 AV59                | 12 gennaio 2003   | Spacewatch                   |
| 635674 | 2014 AE70                | 3 gennaio 2014    | Spacewatch                   |
| 635675 | 2014 AC78                | 5 gennaio 2014    | Pan-STARRS                   |
| 635676 | 2014 AA80                | 10 gennaio 2014   | Mount Lemmon Survey          |
| 635677 | 2014 BK5                 | 20 ottobre 2012   | Pan-STARRS                   |
| 635678 | 2014 BF6                 | 29 ottobre 2005   | Spacewatch                   |
| 635679 | 2014 BR10                | 26 marzo 2003     | NEAT                         |
| 635680 | 2014 BA11                | 7 gennaio 2014    | M. Ory                       |
| 635681 | 2014 BR11                | 2 aprile 2011     | Pan-STARRS                   |
| 635682 | 2014 BC15                | 10 settembre 2007 | Mount Lemmon Survey          |
| 635683 | 2014 BU16                | 12 settembre 1994 | Spacewatch                   |
| 635684 | 2014 BK18                | 21 gennaio 2014   | Mount Lemmon Survey          |
| 635685 | 2014 BF23                | 21 settembre 2012 | Spacewatch                   |
| 635686 | 2014 BK27                | 31 dicembre 2013  | Pan-STARRS                   |
| 635687 | 2014 BD29                | 21 gennaio 2014   | Mount Lemmon Survey          |
| 635688 | 2014 BA30                | 11 settembre 2005 | Spacewatch                   |
| 635689 | 2014 BE30                | 30 settembre 2005 | Mount Lemmon Survey          |
| 635690 | 2014 BA31                | 23 gennaio 2014   | Mount Lemmon Survey          |
| 635691 | 2014 BY33                | 20 settembre 2012 | L. Elenin                    |
| 635692 | 2014 BD34                | 31 gennaio 2003   | NEAT                         |
| 635693 | 2014 BP34                | 28 agosto 2000    | R. Millis, L. H. Wasserman   |
| 635694 | 2014 BT36                | 29 gennaio 2003   | Spacewatch                   |
| 635695 | 2014 BX36                | 3 febbraio 2003   | NEAT                         |
| 635696 | 2014 BV38                | 21 novembre 2001  | SDSS Collaboration           |
| 635697 | 2014 BM40                | 24 gennaio 2014   | Pan-STARRS                   |
| 635698 | 2014 BG41                | 24 gennaio 2014   | Pan-STARRS                   |
| 635699 | 2014 BG42                | 14 ottobre 2012   | Spacewatch                   |
| 635700 | 2014 BW44                | 4 gennaio 2003    | Spacewatch                   |

## 635701–635800
| Nome                 | Designazione provvisoria | Data di scoperta  | Scopritore                 |
| -------------------- | ------------------------ | ----------------- | -------------------------- |
| 635701               | 2014 BV45                | 2 dicembre 2012   | Mount Lemmon Survey        |
| 635702               | 2014 BG50                | 27 gennaio 2007   | Spacewatch                 |
| 635703               | 2014 BY51                | 12 novembre 2005  | Spacewatch                 |
| 635704               | 2014 BA67                | 13 agosto 2012    | Spacewatch                 |
| 635705               | 2014 BJ78                | 31 gennaio 2014   | Pan-STARRS                 |
| 635706               | 2014 BV81                | 10 marzo 2005     | Mount Lemmon Survey        |
| 635707               | 2014 BK86                | 26 gennaio 2014   | Pan-STARRS                 |
| 635708               | 2014 BR89                | 25 gennaio 2014   | Pan-STARRS                 |
| 635709               | 2014 CU3                 | 2 febbraio 2003   | NEAT                       |
| 635710               | 2014 CU4                 | 26 marzo 2003     | NEAT                       |
| 635711               | 2014 CF5                 | 5 marzo 2002      | SDSS Collaboration         |
| 635712               | 2014 CV5                 | 5 dicembre 2007   | Spacewatch                 |
| 635713               | 2014 CE14                | 24 marzo 2001     | Osservatorio di Kvistaberg |
| 635714               | 2014 CF17                | 24 febbraio 2002  | NEAT                       |
| 635715               | 2014 CK17                | 9 febbraio 2014   | Mount Lemmon Survey        |
| 635716               | 2014 CF18                | 9 febbraio 2003   | Spacewatch                 |
| 635717               | 2014 CO18                | 2 gennaio 2014    | Mount Lemmon Survey        |
| 635718               | 2014 CM19                | 16 dicembre 2007  | Spacewatch                 |
| 635719               | 2014 CH27                | 21 novembre 2003  | Spacewatch                 |
| 635720               | 2014 CC31                | 6 febbraio 2014   | Mount Lemmon Survey        |
| 635721               | 2014 CL33                | 10 febbraio 2014  | Pan-STARRS                 |
| 635722               | 2014 DX                  | 23 aprile 2004    | Spacewatch                 |
| 635723               | 2014 DR3                 | 7 gennaio 2006    | Mount Lemmon Survey        |
| 635724               | 2014 DS3                 | 18 settembre 2006 | Spacewatch                 |
| 635725               | 2014 DU3                 | 12 febbraio 2000  | SDSS Collaboration         |
| 635726               | 2014 DY3                 | 30 ottobre 2007   | Mount Lemmon Survey        |
| 635727               | 2014 DB7                 | 18 dicembre 2009  | Mount Lemmon Survey        |
| 635728               | 2014 DD7                 | 23 settembre 2011 | Pan-STARRS                 |
| 635729               | 2014 DW13                | 23 marzo 2003     | SDSS Collaboration         |
| 635730               | 2014 DO18                | 13 febbraio 2010  | Mount Lemmon Survey        |
| 635731               | 2014 DV20                | 18 gennaio 2006   | NEAT                       |
| 635732               | 2014 DS23                | 1 gennaio 2003    | Spacewatch                 |
| 635733               | 2014 DX23                | 9 agosto 2000     | Spacewatch                 |
| 635734               | 2014 DK30                | 25 settembre 2001 | LINEAR                     |
| 635735               | 2014 DK33                | 21 febbraio 2014  | Spacewatch                 |
| 635736               | 2014 DU34                | 23 gennaio 2014   | Mount Lemmon Survey        |
| 635737               | 2014 DW34                | 20 novembre 2003  | Spacewatch                 |
| 635738               | 2014 DH37                | 22 settembre 2012 | Mount Lemmon Survey        |
| 635739               | 2014 DE38                | 18 dicembre 2009  | Spacewatch                 |
| 635740               | 2014 DJ41                | 24 febbraio 2014  | Pan-STARRS                 |
| 635741               | 2014 DA42                | 5 gennaio 2013    | Mount Lemmon Survey        |
| 635742               | 2014 DB43                | 28 luglio 2011    | Pan-STARRS                 |
| 635743               | 2014 DV52                | 16 gennaio 2004   | Spacewatch                 |
| 635744               | 2014 DO53                | 3 marzo 2005      | Spacewatch                 |
| 635745               | 2014 DS59                | 1 aprile 2003     | SDSS Collaboration         |
| 635746               | 2014 DY59                | 19 marzo 2010     | Mount Lemmon Survey        |
| 635747               | 2014 DJ60                | 19 aprile 2007    | Mount Lemmon Survey        |
| 635748               | 2014 DO61                | 21 novembre 2007  | Mount Lemmon Survey        |
| 635749               | 2014 DU61                | 10 marzo 2005     | Mount Lemmon Survey        |
| 635750               | 2014 DT73                | 26 febbraio 2014  | Pan-STARRS                 |
| 635751               | 2014 DH77                | 28 febbraio 2008  | Mount Lemmon Survey        |
| 635752               | 2014 DM77                | 15 ottobre 2002   | NEAT                       |
| 635753               | 2014 DR77                | 26 marzo 2003     | CINEOS                     |
| 635754               | 2014 DP78                | 6 maggio 2006     | Mount Lemmon Survey        |
| 635755               | 2014 DW84                | 28 novembre 2008  | Stazione di Piszkéstető    |
| 635756               | 2014 DH97                | 2 aprile 2002     | NEAT                       |
| 635757               | 2014 DN98                | 7 ottobre 2012    | Pan-STARRS                 |
| 635758               | 2014 DJ102               | 27 febbraio 2014  | Mount Lemmon Survey        |
| 635759               | 2014 DZ102               | 26 febbraio 2007  | Mount Lemmon Survey        |
| 635760               | 2014 DS104               | 12 giugno 2011    | Mount Lemmon Survey        |
| 635761               | 2014 DK111               | 18 marzo 2010     | Mount Lemmon Survey        |
| 635762               | 2014 DK113               | 2 febbraio 2008   | Mount Lemmon Survey        |
| 635763               | 2014 DV113               | 17 febbraio 2007  | Mount Lemmon Survey        |
| 635764               | 2014 DB114               | 20 febbraio 2014  | Mount Lemmon Survey        |
| 635765               | 2014 DG115               | 6 settembre 2008  | Mount Lemmon Survey        |
| 635766               | 2014 DG120               | 24 ottobre 2001   | NEAT                       |
| 635767               | 2014 DQ121               | 11 gennaio 2008   | Spacewatch                 |
| 635768               | 2014 DV121               | 10 settembre 2007 | Spacewatch                 |
| 635769               | 2014 DK123               | 11 ottobre 2010   | Mount Lemmon Survey        |
| 635770               | 2014 DL124               | 7 dicembre 2008   | Mount Lemmon Survey        |
| 635771 Prahácsmargit | 2014 DM129               | 23 ottobre 2012   | K. Sárneczky, A. Király    |
| 635772               | 2014 DS132               | 6 ottobre 2007    | Spacewatch                 |
| 635773               | 2014 DK134               | 29 aprile 2003    | AMOS                       |
| 635774               | 2014 DY135               | 9 febbraio 2014   | Pan-STARRS                 |
| 635775               | 2014 DM141               | 3 marzo 2009      | CSS                        |
| 635776               | 2014 DU141               | 1 febbraio 2003   | NEAT                       |
| 635777               | 2014 DB146               | 13 settembre 2002 | NEAT                       |
| 635778               | 2014 DJ149               | 13 marzo 2003     | Spacewatch                 |
| 635779               | 2014 DV152               | 13 agosto 2004    | Cerro Tololo Obs.          |
| 635780               | 2014 DF156               | 1 maggio 2003     | Spacewatch                 |
| 635781               | 2014 DP168               | 20 febbraio 2014  | Pan-STARRS                 |
| 635782               | 2014 DW168               | 24 febbraio 2014  | Pan-STARRS                 |
| 635783               | 2014 DZ168               | 26 febbraio 2014  | Pan-STARRS                 |
| 635784               | 2014 DC169               | 27 febbraio 2014  | Mount Lemmon Survey        |
| 635785               | 2014 DK176               | 28 febbraio 2014  | Pan-STARRS                 |
| 635786               | 2014 DY194               | 19 febbraio 2014  | Mount Lemmon Survey        |
| 635787               | 2014 EP3                 | 18 dicembre 2004  | Mount Lemmon Survey        |
| 635788               | 2014 EY5                 | 24 settembre 1995 | Spacewatch                 |
| 635789               | 2014 EE10                | 9 marzo 2003      | Spacewatch                 |
| 635790               | 2014 EC12                | 30 aprile 2009    | Spacewatch                 |
| 635791               | 2014 EY13                | 2 febbraio 2008   | Spacewatch                 |
| 635792               | 2014 EU14                | 9 febbraio 2014   | Spacewatch                 |
| 635793               | 2014 EA15                | 5 marzo 2014      | Pan-STARRS                 |
| 635794               | 2014 EM16                | 16 settembre 2009 | Spacewatch                 |
| 635795               | 2014 EK18                | 15 settembre 2012 | CSS                        |
| 635796               | 2014 EN26                | 26 febbraio 2014  | Pan-STARRS                 |
| 635797               | 2014 EM28                | 24 dicembre 2005  | Spacewatch                 |
| 635798               | 2014 EW28                | 26 ottobre 2006   | Osservatorio Lulin         |
| 635799               | 2014 EK29                | 12 marzo 2002     | Spacewatch                 |
| 635800               | 2014 EJ30                | 10 dicembre 2002  | NEAT                       |

## 635801–635900
| Nome   | Designazione provvisoria | Data di scoperta  | Scopritore                   |
| ------ | ------------------------ | ----------------- | ---------------------------- |
| 635801 | 2014 EU30                | 17 ottobre 2012   | Pan-STARRS                   |
| 635802 | 2014 EF34                | 26 settembre 2012 | Mount Lemmon Survey          |
| 635803 | 2014 EO34                | 10 dicembre 2009  | Mount Lemmon Survey          |
| 635804 | 2014 ER34                | 8 marzo 2005      | Mount Lemmon Survey          |
| 635805 | 2014 EV34                | 8 marzo 2014      | Mount Lemmon Survey          |
| 635806 | 2014 EN35                | 2 novembre 2008   | Mount Lemmon Survey          |
| 635807 | 2014 EA37                | 20 ottobre 2012   | Pan-STARRS                   |
| 635808 | 2014 EU38                | 8 gennaio 2010    | Mount Lemmon Survey          |
| 635809 | 2014 EF41                | 26 novembre 2012  | Mount Lemmon Survey          |
| 635810 | 2014 EU41                | 23 novembre 2006  | Mount Lemmon Survey          |
| 635811 | 2014 EZ41                | 25 settembre 2011 | Pan-STARRS                   |
| 635812 | 2014 EY42                | 9 aprile 2003     | NEAT                         |
| 635813 | 2014 ER44                | 18 dicembre 2004  | Mount Lemmon Survey          |
| 635814 | 2014 EH50                | 30 gennaio 2003   | NEAT                         |
| 635815 | 2014 EL50                | 23 marzo 2003     | Spacewatch                   |
| 635816 | 2014 EN50                | 16 gennaio 2005   | Spacewatch                   |
| 635817 | 2014 ER52                | 15 dicembre 2006  | A. Kann                      |
| 635818 | 2014 EQ55                | 10 novembre 2010  | Mount Lemmon Survey          |
| 635819 | 2014 EQ56                | 8 ottobre 2008    | Mount Lemmon Survey          |
| 635820 | 2014 EZ60                | 22 ottobre 2012   | Pan-STARRS                   |
| 635821 | 2014 EJ63                | 11 giugno 2015    | Pan-STARRS                   |
| 635822 | 2014 EX69                | 24 agosto 2008    | Spacewatch                   |
| 635823 | 2014 EP71                | 10 febbraio 2008  | Spacewatch                   |
| 635824 | 2014 EW73                | 18 dicembre 2009  | Spacewatch                   |
| 635825 | 2014 EO74                | 18 gennaio 2013   | Pan-STARRS                   |
| 635826 | 2014 ES95                | 7 settembre 2008  | Mount Lemmon Survey          |
| 635827 | 2014 EH96                | 22 ottobre 2005   | Spacewatch                   |
| 635828 | 2014 EJ103               | 18 ottobre 2012   | Pan-STARRS                   |
| 635829 | 2014 EP103               | 3 ottobre 2011    | L. Bernasconi                |
| 635830 | 2014 EF109               | 22 novembre 2012  | Spacewatch                   |
| 635831 | 2014 EK112               | 20 settembre 2006 | CSS                          |
| 635832 | 2014 ER125               | 22 ottobre 2012   | Pan-STARRS                   |
| 635833 | 2014 EN127               | 19 ottobre 2006   | CSS                          |
| 635834 | 2014 EO128               | 24 aprile 2015    | Pan-STARRS                   |
| 635835 | 2014 EP143               | 8 agosto 2016     | Pan-STARRS                   |
| 635836 | 2014 EP148               | 28 febbraio 2014  | Pan-STARRS                   |
| 635837 | 2014 EO160               | 10 gennaio 2008   | Mount Lemmon Survey          |
| 635838 | 2014 ES176               | 29 agosto 2016    | Mount Lemmon Survey          |
| 635839 | 2014 EO182               | 22 luglio 2006    | Mount Lemmon Survey          |
| 635840 | 2014 EC187               | 18 settembre 2011 | Mount Lemmon Survey          |
| 635841 | 2014 EE198               | 28 febbraio 2014  | Pan-STARRS                   |
| 635842 | 2014 EY215               | 26 febbraio 2014  | Pan-STARRS                   |
| 635843 | 2014 EH223               | 10 gennaio 2008   | Mount Lemmon Survey          |
| 635844 | 2014 EW224               | 28 ottobre 2005   | Mount Lemmon Survey          |
| 635845 | 2014 ED226               | 9 febbraio 2003   | Spacewatch                   |
| 635846 | 2014 EN243               | 30 ottobre 2010   | Mount Lemmon Survey          |
| 635847 | 2014 EV244               | 30 settembre 1991 | Spacewatch                   |
| 635848 | 2014 EV247               | 8 gennaio 2006    | Spacewatch                   |
| 635849 | 2014 EL258               | 10 marzo 2014     | Mount Lemmon Survey          |
| 635850 | 2014 FN6                 | 9 febbraio 2008   | Mount Lemmon Survey          |
| 635851 | 2014 FM8                 | 11 settembre 2001 | Spacewatch                   |
| 635852 | 2014 FJ9                 | 20 marzo 2001     | Spacewatch                   |
| 635853 | 2014 FO9                 | 16 aprile 2001    | Spacewatch                   |
| 635854 | 2014 FQ9                 | 19 ottobre 2011   | Mount Lemmon Survey          |
| 635855 | 2014 FJ11                | 18 settembre 2003 | Spacewatch                   |
| 635856 | 2014 FF12                | 13 gennaio 2008   | Spacewatch                   |
| 635857 | 2014 FJ12                | 20 marzo 2014     | Mount Lemmon Survey          |
| 635858 | 2014 FS14                | 8 aprile 2003     | Spacewatch                   |
| 635859 | 2014 FC20                | 23 ottobre 2012   | Pan-STARRS                   |
| 635860 | 2014 FZ25                | 17 maggio 2009    | Spacewatch                   |
| 635861 | 2014 FN26                | 28 febbraio 2014  | Pan-STARRS                   |
| 635862 | 2014 FG31                | 27 dicembre 2006  | Mount Lemmon Survey          |
| 635863 | 2014 FD33                | 8 settembre 2004  | NEAT                         |
| 635864 | 2014 FD37                | 12 settembre 2001 | L. H. Wasserman, E. L. Ryan  |
| 635865 | 2014 FY38                | 5 aprile 2003     | Spacewatch                   |
| 635866 | 2014 FQ39                | 7 maggio 2002     | Spacewatch                   |
| 635867 | 2014 FN41                | 4 giugno 2006     | Mount Lemmon Survey          |
| 635868 | 2014 FJ44                | 18 settembre 2003 | NEAT                         |
| 635869 | 2014 FX45                | 12 ottobre 2006   | NEAT                         |
| 635870 | 2014 FV50                | 10 febbraio 2014  | Pan-STARRS                   |
| 635871 | 2014 FB52                | 20 marzo 2002     | Spacewatch                   |
| 635872 | 2014 FG53                | 23 maggio 2002    | NEAT                         |
| 635873 | 2014 FE54                | 24 agosto 2011    | Pan-STARRS                   |
| 635874 | 2014 FT54                | 3 ottobre 2008    | Mount Lemmon Survey          |
| 635875 | 2014 FY55                | 7 marzo 2008      | Spacewatch                   |
| 635876 | 2014 FC56                | 7 ottobre 2002    | AMOS                         |
| 635877 | 2014 FH58                | 12 settembre 2007 | Mount Lemmon Survey          |
| 635878 | 2014 FC67                | 7 giugno 2002     | AMOS                         |
| 635879 | 2014 FG67                | 5 giugno 2003     | P. R. Holvorcem, M. Schwartz |
| 635880 | 2014 FN74                | 29 marzo 2014     | Mount Lemmon Survey          |
| 635881 | 2014 GC                  | 8 maggio 2006     | Spacewatch                   |
| 635882 | 2014 GM                  | 29 settembre 2008 | Spacewatch                   |
| 635883 | 2014 GC3                 | 29 agosto 2006    | Spacewatch                   |
| 635884 | 2014 GB5                 | 22 ottobre 2003   | SDSS Collaboration           |
| 635885 | 2014 GH8                 | 4 giugno 2005     | Spacewatch                   |
| 635886 | 2014 GM8                 | 11 marzo 2014     | Spacewatch                   |
| 635887 | 2014 GL9                 | 23 ottobre 2009   | Mount Lemmon Survey          |
| 635888 | 2014 GF11                | 4 marzo 2006      | Spacewatch                   |
| 635889 | 2014 GN17                | 19 maggio 2006    | J. Broughton                 |
| 635890 | 2014 GQ23                | 4 aprile 2014     | Mount Lemmon Survey          |
| 635891 | 2014 GD24                | 30 dicembre 2005  | Mount Lemmon Survey          |
| 635892 | 2014 GO25                | 9 marzo 2008      | Mount Lemmon Survey          |
| 635893 | 2014 GD30                | 4 aprile 2014     | Pan-STARRS                   |
| 635894 | 2014 GK32                | 25 ottobre 2001   | SDSS Collaboration           |
| 635895 | 2014 GP40                | 27 maggio 2003    | LONEOS                       |
| 635896 | 2014 GC48                | 7 aprile 2014     | Mount Lemmon Survey          |
| 635897 | 2014 GM48                | 12 febbraio 2002  | NEAT                         |
| 635898 | 2014 GM50                | 7 febbraio 2008   | Spacewatch                   |
| 635899 | 2014 GO57                | 21 marzo 2009     | Mount Lemmon Survey          |
| 635900 | 2014 GB64                | 6 aprile 2014     | Spacewatch                   |

## 635901–636000
| Nome   | Designazione provvisoria | Data di scoperta  | Scopritore                   |
| ------ | ------------------------ | ----------------- | ---------------------------- |
| 635901 | 2014 GF64                | 8 aprile 2014     | Spacewatch                   |
| 635902 | 2014 HS                  | 1 maggio 2001     | NEAT                         |
| 635903 | 2014 HA1                 | 8 ottobre 2002    | NEAT                         |
| 635904 | 2014 HQ1                 | 3 settembre 2002  | NEAT                         |
| 635905 | 2014 HK3                 | 16 giugno 2010    | M. Schwartz, P. R. Holvorcem |
| 635906 | 2014 HY8                 | 27 agosto 2011    | Pan-STARRS                   |
| 635907 | 2014 HV20                | 12 settembre 2007 | Mount Lemmon Survey          |
| 635908 | 2014 HU25                | 25 agosto 2003    | Cerro Tololo Obs.            |
| 635909 | 2014 HN29                | 2 ottobre 2005    | Mount Lemmon Survey          |
| 635910 | 2014 HR29                | 7 novembre 2008   | Mount Lemmon Survey          |
| 635911 | 2014 HJ39                | 24 dicembre 2005  | Spacewatch                   |
| 635912 | 2014 HN67                | 13 gennaio 2013   | Mount Lemmon Survey          |
| 635913 | 2014 HJ88                | 18 giugno 2006    | Spacewatch                   |
| 635914 | 2014 HX92                | 12 ottobre 2007   | Mount Lemmon Survey          |
| 635915 | 2014 HH97                | 24 aprile 2014    | Mount Lemmon Survey          |
| 635916 | 2014 HR98                | 23 aprile 2014    | Dark Energy Survey           |
| 635917 | 2014 HZ109               | 8 marzo 2008      | Mount Lemmon Survey          |
| 635918 | 2014 HN111               | 20 gennaio 2013   | Mount Lemmon Survey          |
| 635919 | 2014 HP119               | 23 aprile 2014    | Dark Energy Survey           |
| 635920 | 2014 HF127               | 16 gennaio 2004   | Spacewatch                   |
| 635921 | 2014 HQ127               | 10 aprile 2005    | Mount Lemmon Survey          |
| 635922 | 2014 HQ129               | 12 maggio 2005    | NEAT                         |
| 635923 | 2014 HA131               | 28 febbraio 2014  | Pan-STARRS                   |
| 635924 | 2014 HJ142               | 1 febbraio 2005   | CSS                          |
| 635925 | 2014 HY143               | 3 settembre 2008  | Spacewatch                   |
| 635926 | 2014 HC154               | 23 aprile 2014    | Dark Energy Survey           |
| 635927 | 2014 HF155               | 18 marzo 2010     | Spacewatch                   |
| 635928 | 2014 HX158               | 17 novembre 2011  | L. Elenin                    |
| 635929 | 2014 HT160               | 20 ottobre 2011   | Mount Lemmon Survey          |
| 635930 | 2014 HV161               | 31 luglio 2006    | SSS                          |
| 635931 | 2014 HC162               | 24 marzo 2006     | Mount Lemmon Survey          |
| 635932 | 2014 HM165               | 23 aprile 2014    | Mount Lemmon Survey          |
| 635933 | 2014 HP167               | 7 settembre 2004  | LINEAR                       |
| 635934 | 2014 HW171               | 22 febbraio 2001  | AMOS                         |
| 635935 | 2014 HM176               | 22 dicembre 2008  | Spacewatch                   |
| 635936 | 2014 HZ181               | 23 marzo 2003     | SDSS Collaboration           |
| 635937 | 2014 HC182               | 1 maggio 2003     | Spacewatch                   |
| 635938 | 2014 HG193               | 1 dicembre 2005   | Spacewatch                   |
| 635939 | 2014 HW194               | 4 settembre 2011  | Pan-STARRS                   |
| 635940 | 2014 HC195               | 30 aprile 2014    | Pan-STARRS                   |
| 635941 | 2014 HC203               | 20 ottobre 2003   | Spacewatch                   |
| 635942 | 2014 HE204               | 29 aprile 2014    | Pan-STARRS                   |
| 635943 | 2014 HG204               | 31 dicembre 2008  | Spacewatch                   |
| 635944 | 2014 HU207               | 12 settembre 2001 | L. H. Wasserman, E. L. Ryan  |
| 635945 | 2014 HU228               | 24 aprile 2014    | Mount Lemmon Survey          |
| 635946 | 2014 HH265               | 24 aprile 2014    | Dark Energy Survey           |
| 635947 | 2014 JA9                 | 27 settembre 2003 | SDSS Collaboration           |
| 635948 | 2014 JK9                 | 31 dicembre 2007  | Mount Lemmon Survey          |
| 635949 | 2014 JX9                 | 11 marzo 2005     | Spacewatch                   |
| 635950 | 2014 JB12                | 28 febbraio 2014  | Pan-STARRS                   |
| 635951 | 2014 JJ16                | 3 aprile 2005     | NEAT                         |
| 635952 | 2014 JC20                | 1 agosto 2000     | M. W. Buie, S. D. Kern       |
| 635953 | 2014 JN24                | 17 agosto 2006    | NEAT                         |
| 635954 | 2014 JT25                | 22 aprile 2014    | CSS                          |
| 635955 | 2014 JY26                | 5 aprile 2003     | Spacewatch                   |
| 635956 | 2014 JH39                | 18 ottobre 2007   | Spacewatch                   |
| 635957 | 2014 JT46                | 21 agosto 2006    | NEAT                         |
| 635958 | 2014 JG58                | 16 febbraio 2004  | Spacewatch                   |
| 635959 | 2014 JP62                | 24 agosto 2011    | Pan-STARRS                   |
| 635960 | 2014 JE66                | 1 maggio 2006     | Spacewatch                   |
| 635961 | 2014 JH71                | 30 aprile 2014    | Pan-STARRS                   |
| 635962 | 2014 JV71                | 4 giugno 2006     | Mount Lemmon Survey          |
| 635963 | 2014 JE75                | 20 marzo 2010     | Spacewatch                   |
| 635964 | 2014 JE76                | 18 settembre 2003 | Spacewatch                   |
| 635965 | 2014 JB79                | 19 luglio 2006    | Osservatorio Lulin           |
| 635966 | 2014 JV84                | 28 settembre 2006 | Mount Lemmon Survey          |
| 635967 | 2014 JK85                | 18 settembre 2011 | Mount Lemmon Survey          |
| 635968 | 2014 JM85                | 9 maggio 2014     | Pan-STARRS                   |
| 635969 | 2014 JX85                | 24 agosto 2011    | Pan-STARRS                   |
| 635970 | 2014 JK87                | 31 agosto 2002    | Spacewatch                   |
| 635971 | 2014 JM90                | 8 maggio 2014     | Pan-STARRS                   |
| 635972 | 2014 KM3                 | 8 gennaio 2007    | Mount Lemmon Survey          |
| 635973 | 2014 KL5                 | 6 luglio 2000     | LONEOS                       |
| 635974 | 2014 KC6                 | 30 marzo 2004     | Spacewatch                   |
| 635975 | 2014 KS7                 | 30 settembre 2003 | Spacewatch                   |
| 635976 | 2014 KJ9                 | 25 aprile 2014    | Mount Lemmon Survey          |
| 635977 | 2014 KW11                | 19 febbraio 2002  | A. C. Becker                 |
| 635978 | 2014 KN13                | 13 aprile 2004    | Spacewatch                   |
| 635979 | 2014 KR16                | 9 febbraio 2005   | Spacewatch                   |
| 635980 | 2014 KH18                | 12 settembre 2007 | Spacewatch                   |
| 635981 | 2014 KX26                | 7 novembre 2007   | CSS                          |
| 635982 | 2014 KD31                | 2 novembre 2007   | Mount Lemmon Survey          |
| 635983 | 2014 KT43                | 22 ottobre 2005   | NEAT                         |
| 635984 | 2014 KA53                | 8 novembre 2007   | Mount Lemmon Survey          |
| 635985 | 2014 KN53                | 19 settembre 2011 | Pan-STARRS                   |
| 635986 | 2014 KC59                | 7 maggio 2014     | Pan-STARRS                   |
| 635987 | 2014 KZ59                | 29 dicembre 2008  | Spacewatch                   |
| 635988 | 2014 KH60                | 24 maggio 2014    | Pan-STARRS                   |
| 635989 | 2014 KT63                | 31 dicembre 2007  | Mount Lemmon Survey          |
| 635990 | 2014 KP64                | 6 gennaio 2005    | CSS                          |
| 635991 | 2014 KX64                | 17 ottobre 2010   | Mount Lemmon Survey          |
| 635992 | 2014 KR72                | 18 novembre 2003  | Spacewatch                   |
| 635993 | 2014 KQ77                | 20 dicembre 2004  | Mount Lemmon Survey          |
| 635994 | 2014 KD80                | 11 febbraio 2013  | ESA OGS                      |
| 635995 | 2014 KD81                | 7 aprile 2006     | Spacewatch                   |
| 635996 | 2014 KA82                | 17 agosto 2001    | NEAT                         |
| 635997 | 2014 KZ84                | 18 novembre 2011  | Mount Lemmon Survey          |
| 635998 | 2014 KN85                | 19 maggio 2014    | Pan-STARRS                   |
| 635999 | 2014 KH90                | 5 luglio 2005     | NEAT                         |
| 636000 | 2014 KZ93                | 28 maggio 2014    | Pan-STARRS                   |